# Дэм, Рич

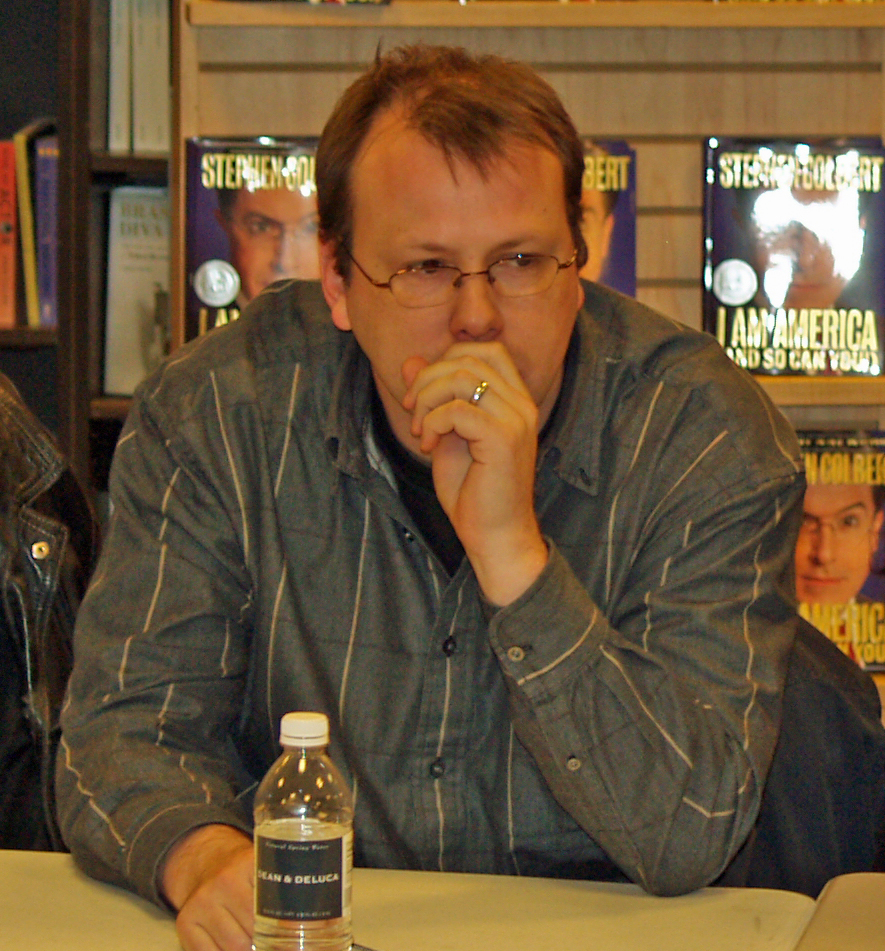
Рич Дэм

Ричард Дэм (часто упоминаемый как «Рич Дэм») — американский писатель из Висконсина. В настоящее время является соисполнительным продюсером комедийного сериала Бывает и хуже, он ранее был соисполнительным продюсером и главным сценаристом телесериала Отчёт Кольбера. Он также написал для Dennis Miller Live и Da Ali G Show.
В конце 1980-х Дэм посещал Университет Висконсина-Мэдисона, где его профессиональная карьера начиналась как писатель для тогдашнего нового «The Theion». Он является автором «The Cultural Idiocy Quiz» и соавтором нескольких других книг о юморе. Шестикратный победитель премии Emmy Award, Дэм в настоящее время проживает в Лос-Анджелесе, со своей женой, автором/сценаристом Лейлой Кадер Дэм.

## Работы
The Cultural Idiocy Quiz, Adams Media Corp, 1997. ISBN 1-55850-796-5
Fanfare for the Area Man: The Onion Ad Nauseam Complete News Archives, Vol. 15, Three Rivers Press, 2004. ISBN 1-4000-5455-9